# Indium
Cet article concerne l'élément chimique indium, le corps simple et les diverses combinaisons de l'élément. Pour les autres significations, voir Indium (homonymie).

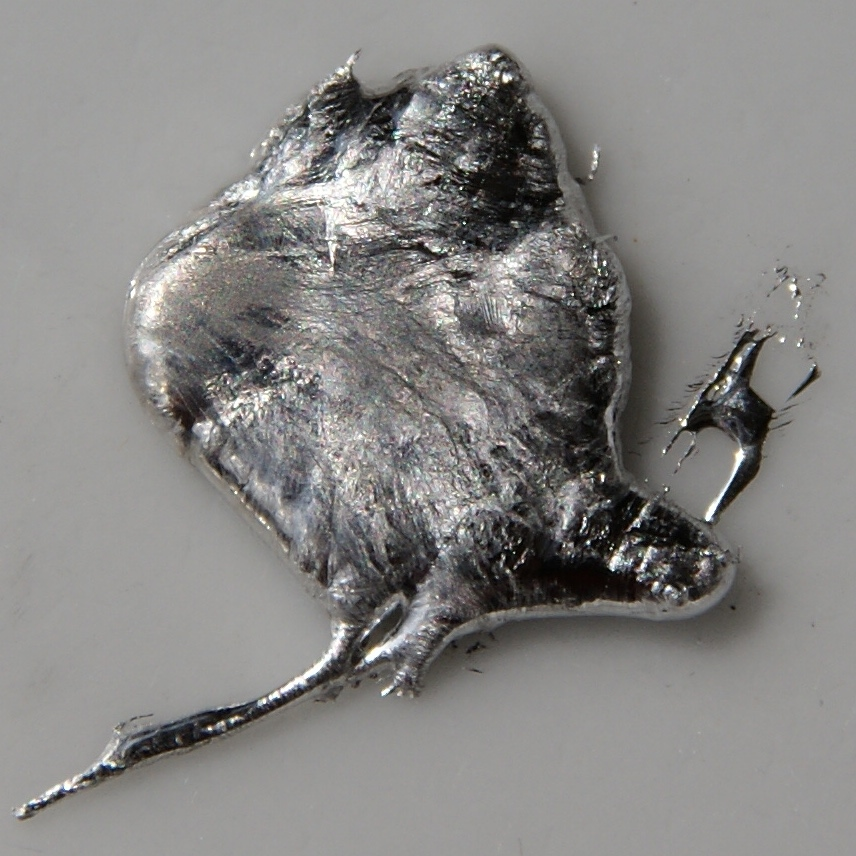
Indium liquide.

L'indium est l'élément chimique de numéro atomique 49, de symbole In.

## Généralités sur l'élément indium et son corps simple
Cet élément monoisotopique stable appartient au bloc p, au groupe 13 et à la période 5 et au groupe IIIA dit du bore du tableau périodique ainsi qu'à la famille des métaux pauvres. Le rayon atomique de l'indium avoisine 150 pm (1,50 Å).
Le corps simple indium In est un métal gris brillant, à bas point de fusion à peine supérieur à 156 °C, résistant à la corrosion atmosphérique.
Ce métal malléable présente une chimie assez analogue à l'aluminium et au gallium, mais aussi au cadmium et au thallium. L'électronégativité selon Pauling est de l'ordre de 1,7(̠8), alors que celles du Ga et Al avoisinent respectivement 1,6 et 1,5.
Il est rare. L'indium est resté un « métal ou un élément de laboratoire » jusque dans le début de l'entre-deux-guerres. En 1924, on découvre que l'indium peut stabiliser les métaux non ferreux. En 1940, l'indium comme revêtement protecteur et anticorrosion de longue durée améliore les roulements à billes du matériel aéronautique militaire. Au début des années 1970, selon le chimiste Bruce Mahan, l'indium ne présente pas d'usage important. Au début des années 1980, les contributeurs chimistes de l'Encyclopedia Universalis admettent qu'il y a peu de composés d'indium étudiés et bien connus (probablement en vue d'applications). Sa récente utilisation massive, notamment dans les écrans plats LCD, ont fait passer son prix de 80  à   800 €/kg (70  à   1 000 $/kg aux taux courants) entre 2001 et 2005,. La pénurie actuelle en fait une matière première minérale critique.

### Histoire

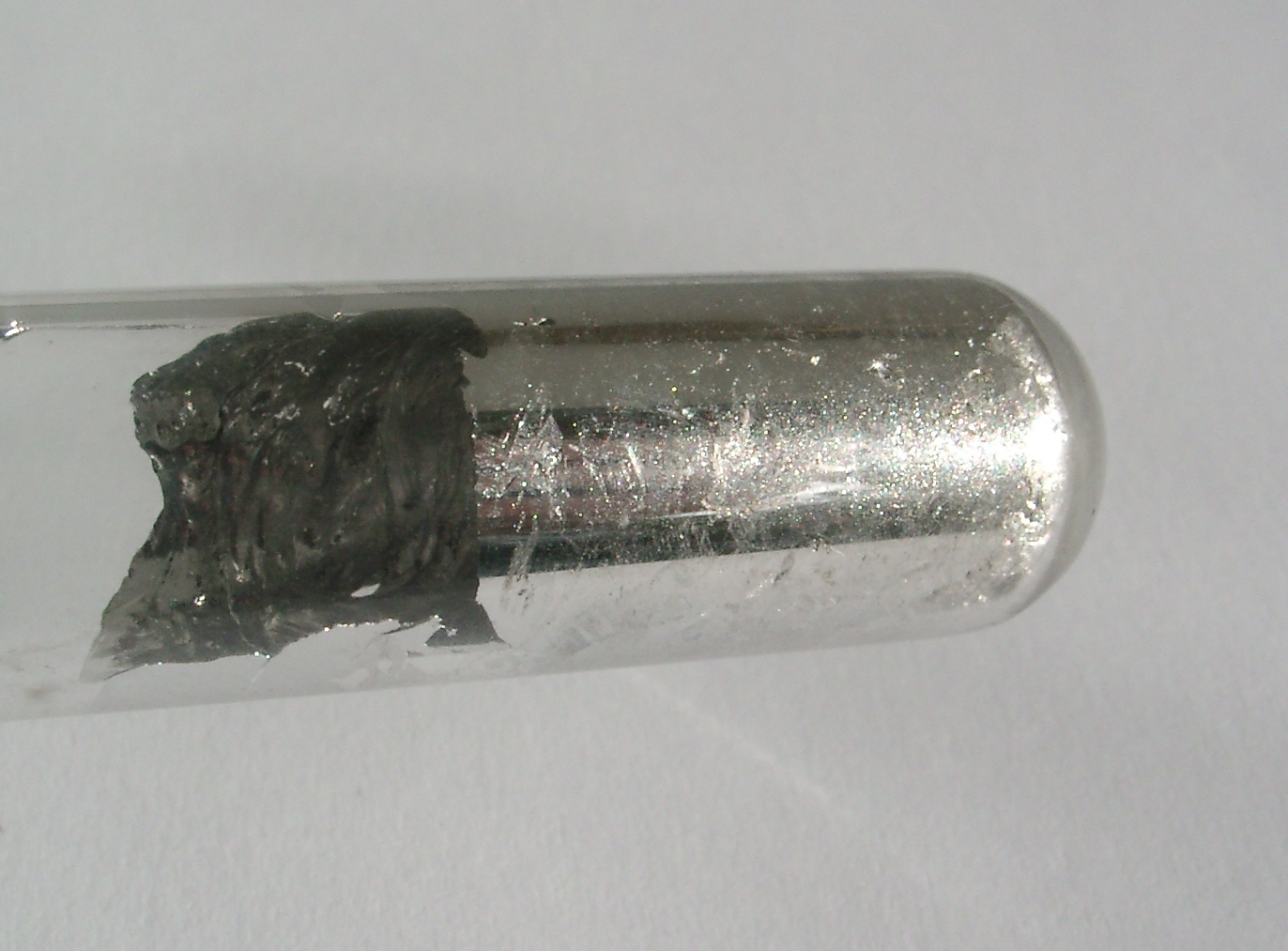
Indium mouillant les parois d'un tube à essai

L'indium, nommé d'après la couleur supposée analogue à l'indigo (indǐcum en latin classique et indium en latin médiéval) au test de flamme, couleur composite expliquée en réalité par une raie bleu foncé intense et une raie violette plus faible de son spectre atomique, a été découvert par Ferdinand Reich et Hieronimus Theodor Richter en 1863 alors qu'ils testaient des minerais de zinc et de cuivre à base de "blende de Freiberg" avec un spectrographe inventé par Robert Wilhelm Bunsen pour y prouver, par la couleur verte, la présence du thallium.
Le chimiste Richter isole facilement le sulfure d'indium et le chlorure d'indium, puis l'hydroxyde d'indium avant de se perdre dans les (sous)oxydes d'indium. Toutefois il réussit une double réduction à partir du sesquioxyde d'indium, d'abord à l'aide de charbon de bois ou charbon actif et de soude, puis par flux de gaz hydrogène à isoler de façon quantitative le corps simple métal en 1867. Il faut 100 kilogrammes de blende de Freiberg à un chimiste confirmé dans les années 1880 pour recueillir une trentaine de grammes d'indium, par un traitement chimique à l'acide. La blende est d'abord traitée à l'acide chlorhydrique étendu, en insuffisance, l'indium extrait précipité avec le zinc en un résidu noir contenant encore de fortes impuretés de plomb, du cuivre et du fer. L'attaque à chaud par l'acide sulfurique concentré en excès est menée jusqu'à siccité. La matière sèche est reprise à l'eau, qui dissout facilement les sulfates d'indium, de zinc, de fer et de cuivre. La solution aqueuse est traitée avec un excès d'ammoniaque, l'oxyde d'indium impur précipité avec quelques traces d'oxyde de fer. L'acide sulfurique étendu permet de dissoudre le sel d'indium, qui peut être précipité par addition de zinc pur.
Bunsen, professeur de chimie de l'université de Heidelberg et ami de Reich, avait contribué comme expert à l'établissement du spectromètre de flamme de la Bergakademie de Freiberg. Ayant bénéficié en retour d'échantillons d'indium métal, il a montré que la chaleur spécifique de l'indium suivait bien la loi des chaleurs spécifiques.

## Isotopes
L'indium possède 39 isotopes connus, de nombre de masse variant entre 97 et 135, et 47 isomères nucléaires. Parmi ces isotopes, un seul est stable, 113In, faisant de l'indium un élément monoisotopique. Cependant, l'indium naturel est aussi constitué et même  majoritairement (~95,7 %) d'un radioisotope faiblement radioactif, 115In, avec une demi-vie d'environ 441 000 milliards d'années, ce qui fait que l'indium n'est pas un élément mononucléidique. L'indium partage d'ailleurs la caractéristique avec le rhénium et le tellure d'avoir un radioisotope naturel à longue vie plus abondant que son (ou ses) isotope(s) stable(s). La masse atomique standard attribuée à l'indium est de 114,818(3) u

## Occurrences dans les milieux naturels, minéralogie et géologie
L'indium est un élément rare. 
Le clarke s'élève à 100  à   50 mg par tonne. Avec une valeur de 0,1 ppm, il serait ainsi trente fois plus rare que l'élément gallium.
L'indium existe à l'état natif, il s'agit du corps simple naturel que les minéralogistes nomment indium natif.
On ne le trouve qu'en quantité infime dans les mines de zinc, de cuivre, de plomb, de fer... notamment à l'état de traces dans des sulfures (sphalérite, Chalcopyrite), et plus généralement les blendes, dans lesquels il peut être extrait comme sous-produit pendant la fusion. Bien que l'enrichissement de l'indium dans ces gisements soit élevé par rapport à son abondance dans les minerais, il est insuffisant, aux prix courants, pour soutenir l'extraction de l'indium comme produit principal.

## Gisements exploitables et techniques de production
Il s'agit surtout d'un sous-produit du raffinage du zinc, autrefois du plomb. Il est raffiné et obtenu sous forme métal par électrolyse.

## Corps simple et corps composés chimiques

### Propriétés physiques et chimiques du corps simple
Le corps simple est un métal blanc argenté ou parfois gris argenté, brillant, moyennement dense de densité 7,31 à 20 °C. Il donne un beau poli, inaltérable à l'air et ses surfaces brillantes à fortes réflectances proches de celle du métal argent peuvent justifier son usage comme miroir, d'autant que cette surface est peu sensible à la corrosion. Il peut servir de revêtement galvanoplastique anti-corrosion, voire de traitement de surface anti-usure.
Comme le métal gallium de même aspect, le métal indium est stable dans l'air et l'eau, hormis en présence d'oxygène libre.
Ce métal est rayable à l'ongle, facilement ductile et sectile (découpable facilement au cutter), plastique et très facilement déformable. Il est plus mou, plus tendre et plus malléable que le métal plomb. Une opération d'écrouissage n'entraîne aucun durcissement, son laminage à froid reste très aisé. Toutefois, soumise à une pression plus vive, une plaque ou pastille de métal casse. Il est possible de communiquer une énergie mécanique et thermique à un morceau d'indium en le frottant avec un morceau de gallium de façon à l'allier à ce dernier par frottements et petits chocs répétés, tel que l'alliage GaIn métal ainsi formé puisse prendre une consistance quasi-liquide et ainsi s'étaler lentement sur une surface froide comme le verre, formant un miroir. Il est alors possible d'écrire avec cet alliage placé au bout d'un coton tige sur du papier.
Le pliage ou le stress d'une barre, d'une tige, d'une pastille, d'une plaque, d'un lingot d'indium génère des sons caractéristiques, un "cri aigu"  ou un crunch, un crackling noise en anglais. Ils sont dus aux frottements internes des grands cristaux, provoquant la séparation trop rapide et forcée des cristaux jumelés, de manière similaire à l'étain courbé.
Ces propriétés plastiques sont conservées à (très) basses températures.
Son point de fusion est bas à 156,6 °C et son point d'ébullition plutôt élevé vers 2 300 K (précisément à 2 000 °C), ce qui donne une plage liquide dépassant 1 800 °C. L'indium liquide est donc très fluide, il s'insinue très facilement dans les pores et les interstices des matériaux.
L'indium est diamagnétique. C'est un métal semi-conducteur de l'électricité, soumis à l'effet Peltier et moyennement conducteur de la chaleur. Il devient supraconducteur en dessous de 3,41 K.
L'indium peut être utilisé dans les jonctions de transistor n-p-n avec le germanium.

### Alliages notables
Il existe une grande variété d'alliages, conçus souvent pour des applications spécifiques.
L'alliage Ga0.76In0.24 est liquide à la température ambiante. Le galinstan possède des propriétés similaires.

### Chimie et principales combinaisons
Les états d'oxydation les plus communs sont I et III, accessoirement II.

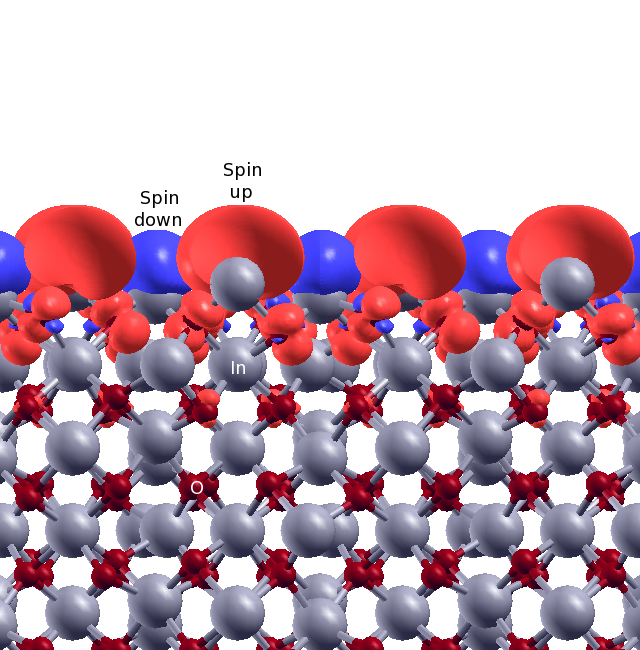
Densité de spin de la surface du sesquioxyde d'indium

Dans les plus simples de ces combinaisons, l'élément métal est monovalent par effet de paire orbitale s inerte. Mais la plupart des composés trivalents de l'indium possède des propriétés semi-conductrices, parfois recherchées. Les principales propriétés chimiques sont assez proches de celle du cadmium, à l'exception notable de l'oxyde d'indium, insoluble dans l'ammoniaque.
Résistant dans l'air à la température ordinaire, le corps simple brûle après chauffage au rouge, avec une flamme bleu-violette caractéristique, laissant une matière poudreuse jaune, peu fusible, solubles dans les acides, le sesquioxyde d'indium. 
4 Insolide métal chauffé au rouge + 3 O2 gaz oxygène en balayage  →  2 In2O3 sesquioxyde d'indium

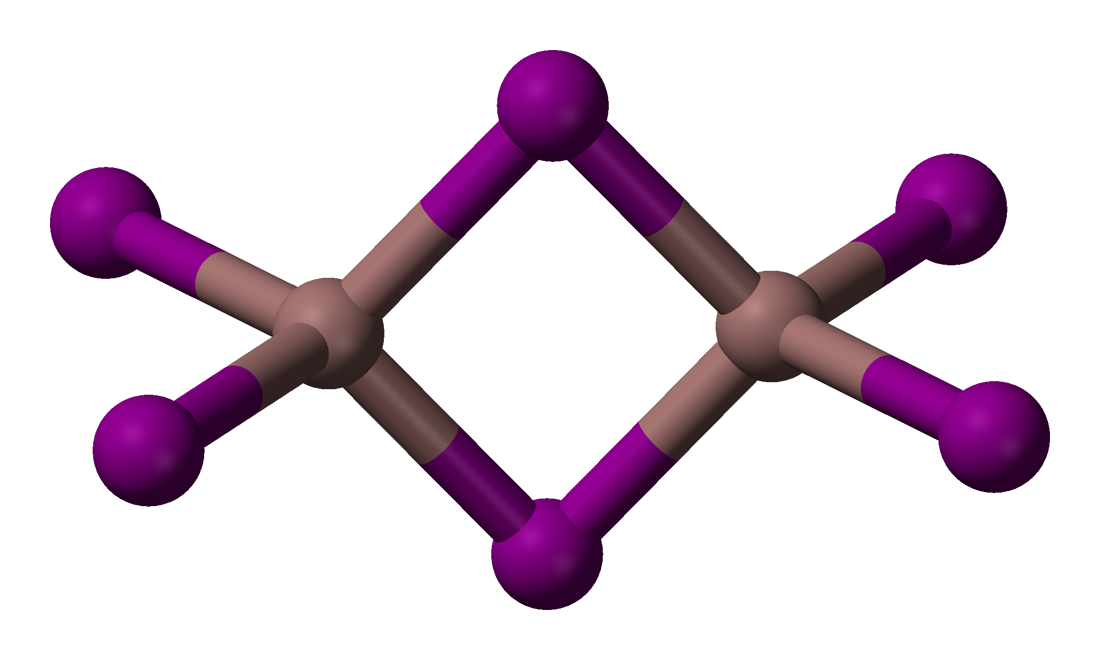
Dimère de iodure d'indium(III)

Le métal se dissout dans la plupart des acides minéraux, mais n'est pas dissout par les bases, ni bien sûr par l'eau.
L'indium peut être dissous dans les cyanures, par le cyanure de potassium. Cette technique de cyanuration est un moyen de purification.
Le métal indium est couramment obtenu par électrolyse de ses sels en solutions aqueuses.
Par son potentiel d'électrode, l'indium est un réducteur plus faible que le gallium et surtout l'aluminium.
In3+ + 3 e−  → In0 métal avec un potentiel d'électrode normal ε0 de l'ordre de −0,34 V avec log K = -17,2.
L'ion indium monovalent ou trivalent existe à l'état hydraté. Les solutions des ions In3+ sont fortement hydrolysés, du type [In (H2O))6]3+ analogue à [Ga(H2O)6]3+. Le rayon ionique de In3+ équivaut à 81 pm (0,81 Å).
L'indium se combine à chaud avec les halogènes et le soufre. 
Le chlorure d'indium divalent InCl2, analogue de GaCl2, peut être obtenu par : 
Insolide métal + 2 HCl gaz réactif  →  InCl2 dichlorure d'indium + H2 gaz hydrogène
En réalité, il s'agit d'une structure en In2Cl2.
Les divers sels d'indium sont obtenus par exemple par l'action d'un acide minéral sur le métal ou les oxydes, avec différentes techniques de cristallisation. Ils sont solubles dans l'eau, à laquelle ils confèrent, selon les anciens glycochimistes, une indéniable saveur métallique. Soumis au test de flamme, ils engendrent une flamme peu éclairante avec deux raies caractéristiques, bleu foncé et violet plus faible.
Citons parmi les composés les plus communs :
- les halogénures d'indium(I) InCl, InBr ou InI
- le sous-oxyde In2O poudre intensément noire
- le sesquioxyde d'indium In2O3 est totalement basique et nullement amphotère comme  Ga2O3  et Al2O3. Cet oxyde qui peut être amorphe (rouge brun) ou cristallin de maille trigonale (jaune clair) engendre assez peu d'hydrates et d'hydroxydes[25]. Il est très connu par son dopage ou association partielle avec l'oxyde d'étain(IV) SnO2 sous le nom d'oxyde d'indium-étain ou son acronyme anglo-saxon ITO.
- l'hydroxyde d'indium(III) In(OH)3, corps composé blanc, insoluble dans l'eau froide, obtenu généralement par l'action de l'ammoniaque concentré sur divers sels d'indium[26].
- le fluorure d'indium(III), InF3 à structure polymère, très peu soluble dans l'eau, avec 0,04 g/100 g d'eau à 25 °C[27].
- le chlorure d'indium(III), InCl3 corps incolore à légèrement coloré, très soluble dans l'eau. Il s'agit d'un acide de Lewis, à l'instar de AlCl3.
- les chlorures doubles d'indium et d'alcalin (Na, K...)
- le bromure d'indium(III), InBr3 très soluble dans l'eau
- le iodure d'indium(III), InI3 jaune
- le sulfure d'indium(III) In2S3 matière jaune brillante en écailles ou en poudre rouge suivant sa morphologie.
- le sulfate d'indium anhydre In2(SO4)3, corps cristallin monoclinique, gris blanc, très hygroscopique et très soluble dans l'eau chaude.
- le nonahydrate correspondant In2(SO4)3. 9 H20, matière blanche de densité 3,44, hygroscopique et très soluble dans l'eau, qui se décompose vers 250 °C
- les sulfates doubles d'indium et d'alcalin (Na, K...)
- le nitrate d'indium(III) anhydre In2(NO3)3 très hygroscopique
- le nitrate d'indium hydraté In2(NO3)3. 9/2 H20 en aiguilles déliquescentes, très soluble dans l'eau, soluble dans l'alcool, à décomposition thermique facile.
- l'acétate d'indium, le tartrate d'indium et les composés organo-indié comme le triméthylindium In(CH3)3, l'indium cyclopentanediènyle In(C5H5)... ainsi que de nombreux complexes.
- l'hydrure d'indium InH3, véritable hydrure polymère
- le triméthylindium, In(CH3)3 et le triéthylindium, In(CH2CH3)3, des  composés organométalliques de l'indium
- le phosphure d'indium InP
- la multitude de composés trivalents semi-conducteurs

## Toxicologie
L'indium n'est pas considéré comme un oligo-élément utile aux organismes vivants car il n'a aucun rôle biologique connu à ce jour.
La toxicité du métal pur paraît faible, mais cette toxicité et sa pharmaco-cinétique dans l'organisme peuvent être exacerbées par certains facteurs ; d'autre part, ce métal étant rare, et très utilisé depuis peu, elle reste assez mal connue. Par contre certains de ses composés (semi-conducteurs notamment, tels que arséniure d'indium (InAs) et phosphure d'indium (InP), peu solubles et peu dégradables (et donc rémanents) se montrent toxiques sur le modèle animal (toxicité aiguë et/ou chronique d'après Tanaka et al., 2004). 
Les sels d'indium sont réputés peu toxiques par ingestion orale en faible quantité, mais sont des poisons violents en injection sous-cutanée ou intraveineuse. Ils perturbent les fonctions du cœur, du sang, du foie et des reins, en altérant leur fonctionnement. Ils détruisent irrémédiablement ces organes en prises chroniques, ou à forte dose (quelques milligrammes). 

De plus, l'InP (phosphure d'indium) « a clairement démontré un potentiel cancérigène dans des études d'inhalation à long terme effectuées sur des animaux de laboratoire ».

l'Indium affecte également le développement embryonnaire et du fœtal (d'après le modèle animal).
Dans les années 1970 on a évoqué une possible activité antitumorale de certains de ses sels .
En ce qui concerne les risques et dangers pour l'homme, sur la base des quelques données disponibles sur les effets néfastes de ce métal pour la santé des travailleurs exposés à des particules contenant de l'indium (métallurgie, recyclage des métaux...), la société japonaise pour la santé au travail a fixé comme seuil d’exposition professionnelle 3 μg/L de sérum sanguin.
En raison de sa récente et large diffusion dans de nombreux objets électroniques, les toxicologues recommandent de « porter une attention beaucoup plus grande à l'exposition humaine aux composés de l'indium, et les précautions contre une exposition éventuelle aux composés de l'indium sont primordiales pour la gestion de la santé des travailleurs manipulant de l'indium ».

## Utilisations du corps simple, des alliages et des composés

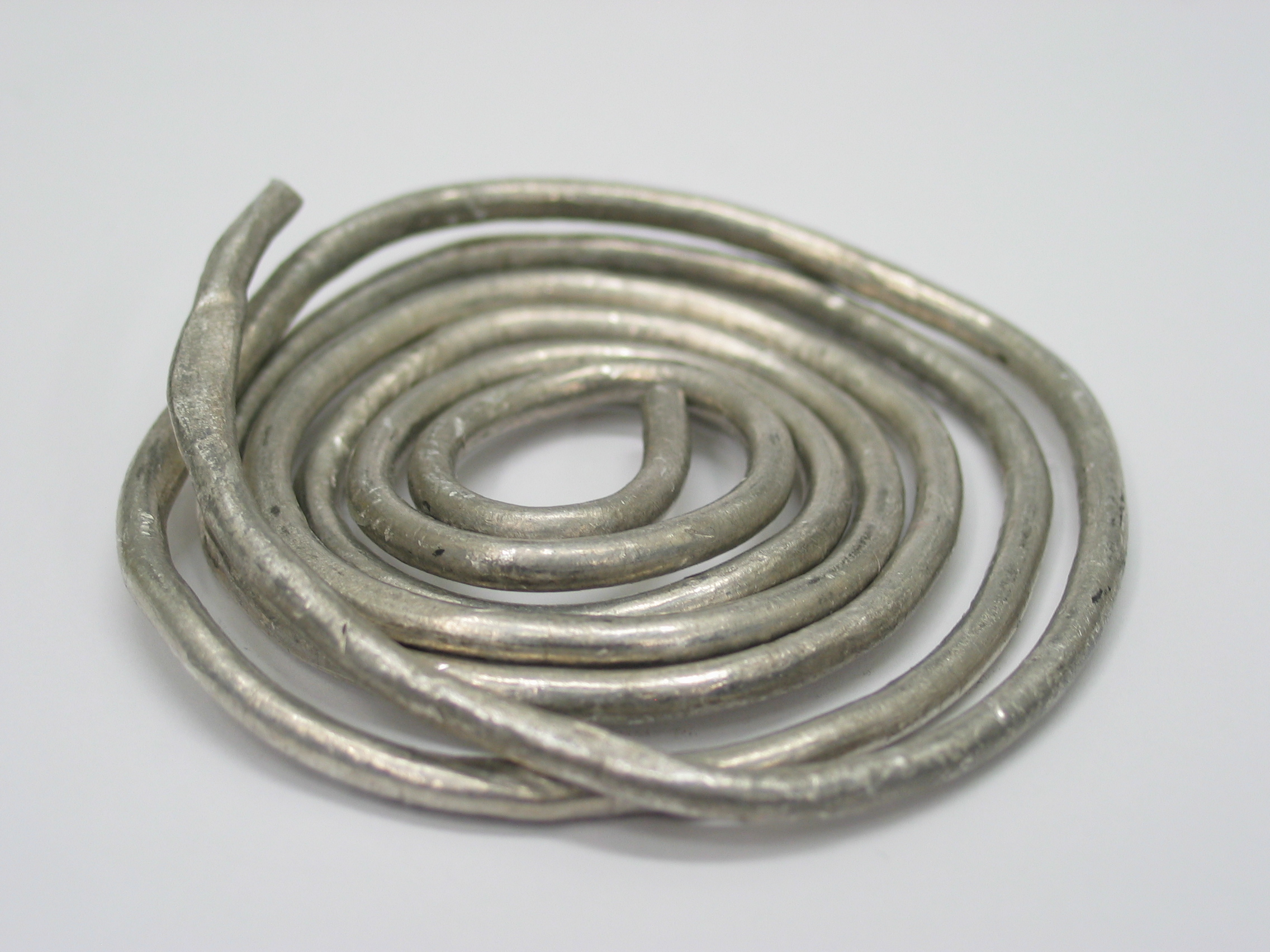
Fil d'indium.

Le métal possède la propriété unique d'être utilisé comme joint de surface métal-métal ou non métal, par exemple de réaliser les scellements hermétiques verre-métal, verre-verre, avec le marbre, le quartz, la faïence ou la porcelaine pouvant se substituer au verre.
Ces brasures à l'indium permettent d'assurer l'étanchéité des appareillages à vide très poussés par cette obturation des joints métal-non métal. L'indium se retrouve dans les joints d'assemblage et autres scellements à la température de l'oxygène liquide.
Le principe de ces soudures froides pour raccord métal/non métal d'installation à vide élevé se retrouvent dans les soudures de transistors et semi-conducteurs sensibles.
Les alliages d'indium peuvent servir de revêtement galvanoplastique anti-corrosion. L'intérêt en miroiterie de l'indium se justifie, car à pouvoir réflecteur quasi équivalent à l'argent, les surfaces ont une meilleure résistance à la corrosion en pratique.
En mécanique, l'indium est présent dans les coussinets pour paliers lisses. Il permet d'obtenir des alliages anti-friction. L'alliage d'indium à l'acier diminue fortement la résistance au frottement et, par là, les pertes de puissance.
L'indium est présent souvent avec le gallium dans les alliages à bas point de fusion. Il est utilisé dans certaines soudures permettant d'éviter la présence de plomb. L'alliage gallium-indium (76 % — 24 %) est liquide à la température ambiante. Il est utilisé (expérimentalement) pour constituer un miroir liquide pour télescope en substitut non polluant au mercure.
Les alliages très fusibles comportent souvent du bismuth Bi, du cadmium Cd, du plomb Pb et de l'étain Sn. Ils sont employés dans les coupe-circuit, les régulateurs de chaleur ou thermistor, les systèmes de sécurité Sprinkler.
Les alliages binaires avec Cd/Zn sont conçus pour la soudure à l'aluminium.
Les alliages avec l'arsenic As et l'antimoine Sb sont utiles pour fabriquer des transistors, des photoconducteurs, des détecteurs de source de chaleur (IR). L'arséniure d'indium InAs et le séléniures d'indium InSe sont des semi-conducteurs. L'alliage InSb présente une résistivité variable sous les divers rayonnements infrarouges. Cet antimoniure d'indium est un semi-conducteur de jonction à cristaux p-n, n-p. Ce photoconducteur est ainsi présent dans les filtres infrarouges, ainsi que les détecteurs infrarouges.
L'oxyde d'indium trivalent In2O3, pigment dans l'industrie verrière, permet d'obtenir des verres teintés en jaune pâle.

### Écran à cristaux liquideset écrans tactiles

Grains d'ITO collés sur verre, vus grâce à des impuretés au microscope électronique

Transparent en couche mince tout en conduisant l'électricité, l'oxyde d'indium(III) (In2O3) adhère fortement au verre. Additionné d'oxyde d'étain(IV) (SnO2), l'oxyde d'indium-étain (ITO) représente le matériau idéal pour réaliser les fines électrodes transparentes recouvrant un écran LCD, c'est-à-dire un affichage à cristaux liquides, éventuellement à propriétés tactiles.
Les écrans à cristaux liquides sont ainsi la principale application de l'indium, représentant 80 % de ses utilisations.

### Cellule photovoltaïque
Certains composés d'indium sont des photoconducteurs remarquables. Ils se retrouvent dans les :
- Cellules à jonction

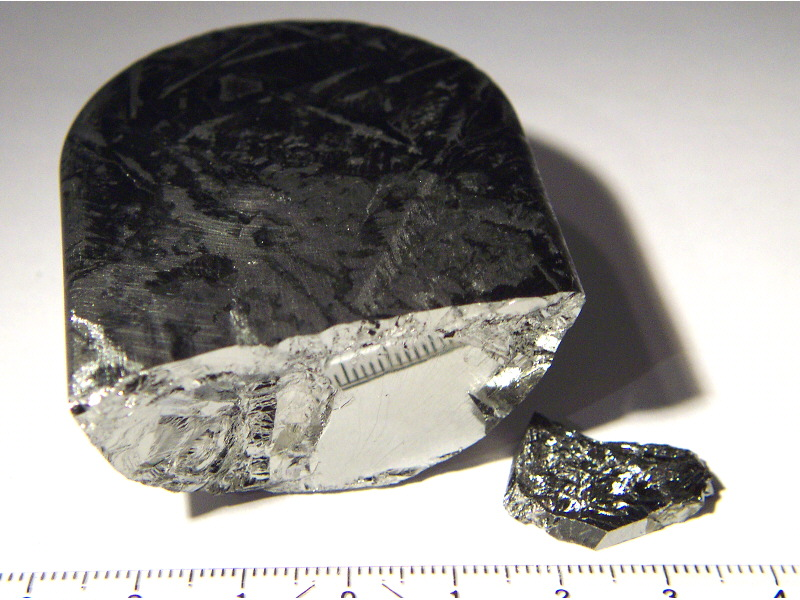
Antimoniure d'indium, matériau semi-conducteur

On utilise l'indium sous plusieurs formes : de séléniure d'indium InSe2, de nitrure d'indium-gallium InGaN et de diséléniure de cuivre-indium CuInSe2. Les recherches en cours sur des cellules combinant plusieurs couches : gallium-indium-phosphore, arséniure de gallium et germanium (GaInP-AsGa-Ge) permettent d'espérer des rendements supérieurs à 30 %.
- Cellules en couche mince

Elles ont un rendement inférieur (10-20 %) mais sont beaucoup plus faciles à fabriquer en grande dimension, on utilise de l'oxyde d'indium-étain, un mélange cuivre-indium-sélénium ou double séléniure d'indium ou de cuivre (CuInSe2) ou encore cuivre-indium-gallium-sélénium. L'indium est ainsi présent dans les panneaux photovoltaïques.
- Détecteurs infrarougesPhosphure d'indium (InP)

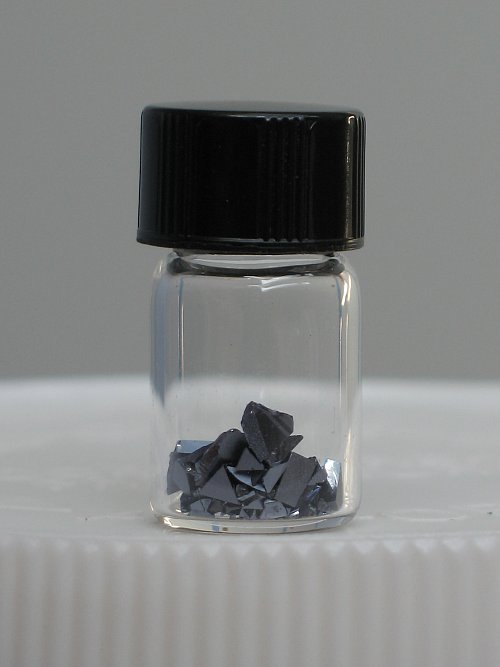
Phosphure d'indium (InP)

arséniure d'indium jusqu'à 3,8 μm et antimoniure d'indium (InSb) jusqu'à 5 μm.

### Télécommunications
Le phosphure d'indium InP est le substrat des composants opto-électroniques (DEL, diodes laser, photodiodes) pour les communications sur fibres optiques (réseaux FTTH, métropolitains et longue distance, à 1300/1550 nm)

### Absorbant neutronique, mesure de flux deneutronset médecine nucléaire
L'indium présente une section efficace de capture de 194 barn, ce qui a conduit à l'utiliser associé à l'argent et au cadmium comme absorbant neutronique dans les grappes de contrôle des réacteurs à eau pressurisée. L'alliage AgInCd est présent dans les barres de contrôle des réacteurs nucléaires.
L'indium permet des mesures de flux de neutrons thermiques des réacteurs nucléaires. Dans le cadre de la protection civile, il permet de réaliser des dosimètres à neutrons. 
En médecine nucléaire, l'indium 111, avec ses deux émissions gamma de 173  et   247 keV, permet de réaliser certains examens. Par exemple, il est possible de réaliser une scintigraphie au moyen de globules blancs marqués à l'indium 111 pour repérer des processus abdominaux actifs et des processus infectieux récents (depuis moins de 2 semaines). Lié à certains pharmaceutiques, cet isotope radioactif peut permettre de localiser différentes tumeurs neuro-endocrines (insulinomes, gastrinomes, paragangliomes, carcinoïde, phéochromocytome, etc). Il est également utile en scinticisternographie.
Il existe aussi l'isotope 113 en médecine nucléaire.

### Électrochimie
Les anodes sacrificielles sont en alliage d’aluminium activé à l’indium pour protéger les pièces en acier immergées dans l'eau de mer.

## Économie: vers une pénurie?

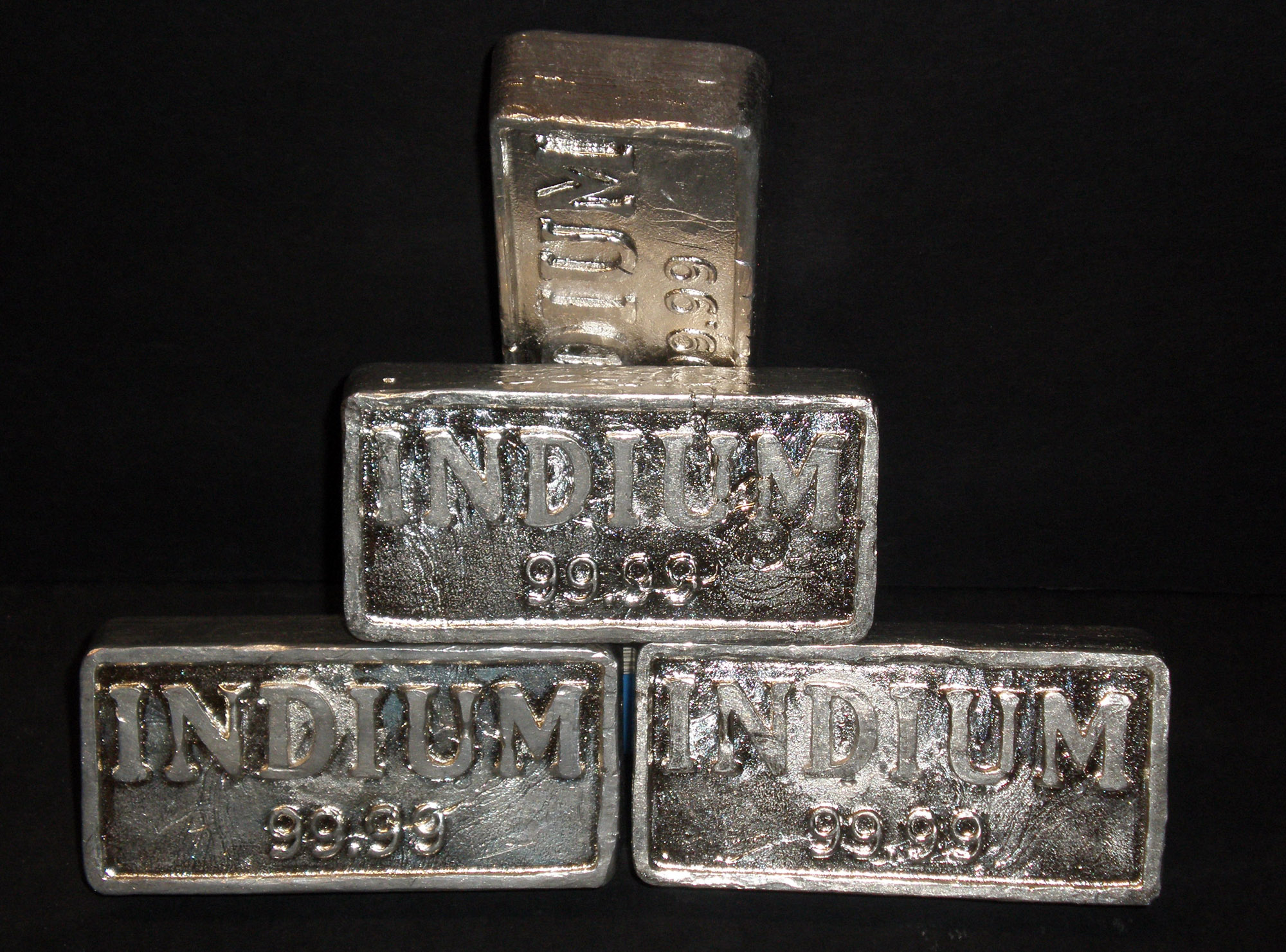
Lingots d'indium pesant chacun environ 1 pound ~ 0.45 kg

Esquisse de l'évolution de la production mondiale d'indium

Les téléviseurs, les ordinateurs, les récepteurs GPS, les téléphones mobiles, les appareils photo, etc., tous les appareils à écran LCD ont vu leur production augmenter exponentiellement à partir des années 2000. L'oxyde d'indium dopé à l'oxyde d'étain(IV) permet en effet d'allier facilement transparence et conductivité, conditions nécessaires, dans la couche conductrice des écrans tactiles capacitifs (aussi appelés multicouche) à la reconnaissance du touché par les doigts de l'utilisateur. Un petit écran plat de quinze pouces (une quarantaine de cm) contient un gramme d'indium et les plus grandes usines de fabrication en consomment plusieurs tonnes par mois. Logiquement, le cours de l'indium a explosé : de 70 dollars le kilogramme en 2001, il est passé par un pic à 1 000 dollars en 2005 et se négocie entre 400  et   600 dollars en 2010.
En 2009, la demande atteint 1 210 t à 50% issues du recyclage. La production minière annuelle en 2008 était de 570 t, en 2009 de 600 t à partir de déchets spécifiques, principalement en Chine, Corée du Sud et Japon. 

### Ressources
Les ressources naturelles d'indium : selon l'U.S. Geological Survey en 2010 :
- 35 % Chine
- 26 % Canada
- 16 % Japon
- 8 % Belgique
- 15 % autres

En 2006, la Chine produisait 60 % de l'indium mondial, mais, devant les menaces d'épuisement à l'horizon 2020, elle a décidé de progressivement réduire ses exportations pour préserver son marché intérieur. Le conflit entre le Japon et la Chine concernant un bateau de pêche chinois arrêté aux large des Îles japonaises Senkaku, le 7 septembre 2010 a mis en lumière le tarissement de ces ressources. D'autres pays commencent à préserver leurs propres gisements, comme le Canada et la Russie.
L'évaluation des réserves en 2007 était de 11 000 t, soit un ratio volume de réserves (2007) / production annuelle (2008) de 19,3 ans seulement.
L'engouement depuis 2010 pour les dispositifs électroniques à écrans tactiles (ordinateurs, smartphones, tablettes tactiles...) ont accéléré sa raréfaction. Les stocks planétaires connus d'indium ont été vidés en quelques décennies, et les procédés de récupération sont à ce jour couteux et polluants. 
Des laboratoires cherchent donc activement à 
1. améliorer le recyclage, par exemple via l'électrodéposition en liquide ionique à température ambiante [40].
2. développer des alternatives[14], par exemple à base de polymères de carbone pour remplacer les oxydes métalliques rares[41].